# Unipolbrit Komputer 2086
L'Unipolbrit Komputer 2086 era un home computer polacco clone del Timex Sinclair 2068, prodotto da una joint venture tra la polacca Unimor e Timex Computer del Portogallo. La macchina non era compatibile al 100% con ZX Spectrum (come tutte le altre versioni del Timex Sinclair) ed era disponibile una cartuccia chiamata "Spectrum Emulation" che permetteva l'emulazione. La cartuccia era solitamente venduta insieme al computer stesso.

## Specifiche tecniche

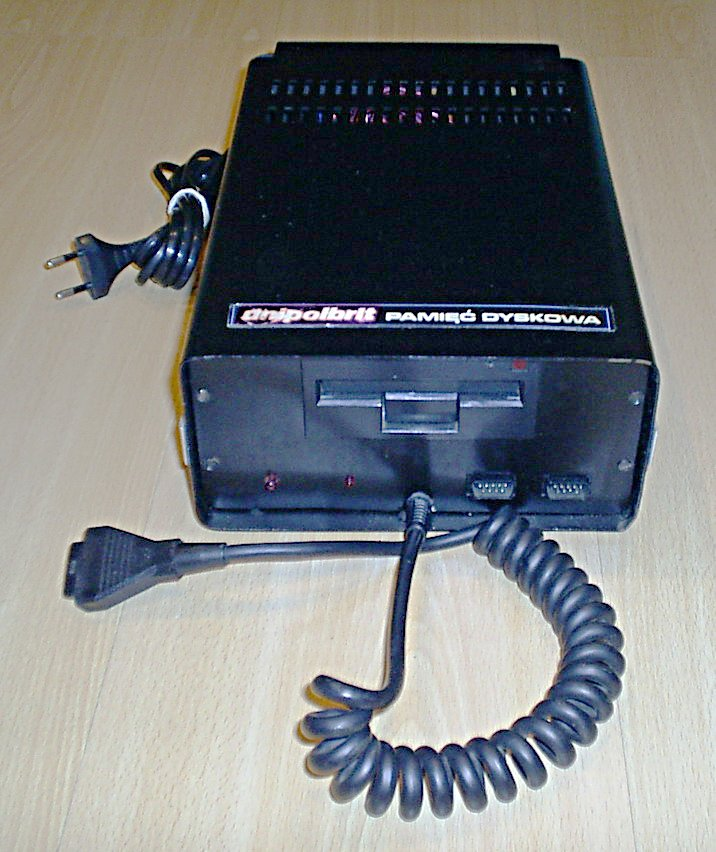
Drive esterno da 3".

| CPU            | Zilog Z80A @ 3.5 MHz                                                                                          |
| RAM            | 48 KiB (max.)                                                                                                 |
| ROM            | 24 KiB |
| Tastiera       | meccanica con 75 tasti, cinque tasti funzione, tasti freccia                                                  |
| Display        | TV o monitor, 8 colori; testo: 32×24 linee; grafica: 256×192 o 512×192 pixel (monocromatico).                 |
| Sonoro         | PSG AY-3-8912, tre canali                                                                                     |
| Porte          | porta per cartucce, porta per registratore a cassette, uscita TV, uscita monitor RGB, due porte per joystick. |
| Memorizzazione | registratore a cassette; drive esterno da 5" 1/4 o 3".                                                        |